# دالي غراب
دالي غراب هو سياسي أمريكي، ولد في 26 يونيو 1949 في دانفيل في الولايات المتحدة. نشط حزبياً في الحزب الديمقراطي. وقد انتخب عضو مجلس نواب إنديانا ‏.